# 简·格兰特

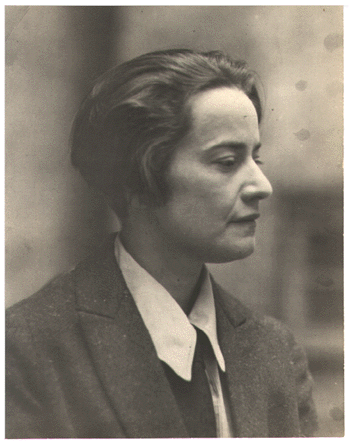
简·格兰特

简·格兰特（Jane Grant，1892年5月29日– 1972年3月16日）是美國纽约一名記者，曾是紐約時報的記者，她与自己的第一任丈夫共同创办了紐約客杂志。简·格兰特還是一位女权主义者。